# Myriade
Die Myriade steht für eine Anzahl von 10.000 (altgriechisch μυριάς myrias „zehntausend, unzählbar große Menge“). Der Plural Myriaden steht meist für eine unzählbare Menge.
Im modernen Griechisch wird die Myriade in zusammengesetzten Zahlen immer noch verwendet. So heißt die Million auf Griechisch εκατομμύριο (ekatommyrio), also 100 mal 10.000.

Im angelsächsischen Sprachraum wird das Pro-Zehntausend-Zeichen ‱ (das ist das Unicode-Zeichen U+2031) auch als permyriad-Zeichen bezeichnet.

## Übertragene Verwendung
Die Myriade hält sich auch in Metaphern wie die oberen Zehntausend, die aus der Bibel stammt: Nach 2. Könige 24,14 (2 Kön 24,14 ) hat der babylonische König Nebukadnezar 597 v. Chr. die obersten 10.000 der Einwohner Jerusalems und Judäas ins Exil geführt.

## Zahlensysteme anderer Kulturen
Im chinesischen Zahlensystem sowie bei Kulturen, die dieses übernommen haben (japanisches und koreanisches Zahlensystem), ist die Myriade (chinesisch 萬 / 万, Pinyin wàn, kantonesisch/japanisch/koreanisch man) das größte elementare Zahlwort und damit Basiszahl für die Angabe größerer Zahlwerte. Einhundert wàn entsprechen damit der Anzahl, die im Deutschen Million genannt wird. In diesen Systemen ist einzig diese Zählweise möglich. Heute wird diese Tradition mit dem arabischen Ziffernsystem verbunden. Die Ziffern großer Zahlen werden dabei in Blöcken zu je vier Ziffern gruppiert – im Gegensatz zu den Blöcken aus je drei Ziffern in den meisten europäischen Sprachen. Daher ist auch für Mehrsprachler das simultane Übersetzen großer Zahlen z. B. zwischen Chinesisch und Englisch nicht einfach. In diesem Kulturkreis wird bei einer unvorstellbar großen Anzahl von wàn bzw. Man gesprochen, was man in diesem Fall nur mit „abertausende“ übersetzen kann, wie im Ausdruck „Zehntausend Jahre“ (japanisch Banzai).
In Indien entspricht in der heute noch üblichen Zählweise ein Lakh dem Zahlenwert 100.000 (in der indischen Schreibweise 1,00,000). 100 Lakhs (also 10 Millionen) entsprechen einem Crore (Schreibweise 1,00,00,000). Ein Lakh Crore entspricht im Deutschen einer Billion.

## Vorsatz für Maßeinheiten
Im Vorlauf des Internationalen Einheitensystems wurde zunächst die Einführung der Vorsilbe Myria für 104 beschlossen, also ein Zehntausendfaches, dann aber nicht in das SI-System übernommen.
So bezeichnete Myriameter eine Strecke von 10.000 Metern, was zum Beispiel beim Myriameterstein Verwendung fand.